# François Pierre Barry
François Pierre Barry (Marsiglia, 13 maggio 1813 – Saint-Laurent-du-Var, 3 settembre 1905) è stato un pittore francese.

## Biografia
François Pierre Barry nacque a Marsiglia da una famiglia modesta. Terminati gli studi primari fu avviato al mestiere di parrucchiere che intraprese per alcuni anni, pur manifestando una grande passione per il disegno e la pittura. Di fatto, abbandonò progressivamente il mestiere di "coiffeur" ed entrò alla Scuola di disegno di Marsiglia, allora diretta da Augustin Aubert. Nel 1840, a ventisette anni, si trasferì a Parigi e divenne allievo di Théodore Gudin.

La sua origine marsigliese lo portava spesso a dipingere delle "marine", e delle vedute del porto della sua città. Per queste opere, che egli realizzava con grande sensibilità e finezza pittorica, Barry fu molto apprezzato: due sue marine ottennero una medaglia di terza classe già nello stesso anno del suo arrivo a Parigi, al Salon del 1840.
Tredici anni dopo (1853) venne eletto membro dell'Accademia di Marsiglia. Nel 1862 si recò in Egitto per visitare i lavori del Canale di Suez assieme al principe Girolamo Bonaparte, Ferdinand de Lesseps e Jules Charles-Roux. Durante questo viaggio realizzò diverse pitture e numerosissimi disegni, che costituiscono una fonte preziosa di conoscenza del Medio Oriente. Nel 1865 tornò in Egitto, ad Alessandria, dove si inserì nell'ambiente dei commercianti marsigliesi, molto numerosi all'epoca.

Giunto in età avanzata, dopo una carriera non priva di soddisfazioni, si ritirò a Saint-Laurent-du-Var, dove continuò a dipingere paesaggi provenzali. Nel dicembre del 1882 fu nominato cavaliere della Legion d'onore.
Barry morì nella sua casa di Saint-Laurent-du-Var nel 1905, all'età di 92 anni.

## Opere nelle collezioni pubbliche

### Stati Uniti
- New York, Museo d'arte Dahesh : La Caravane. Égypte, 1863, olio su tela.

### Francia
- Marsiglia, Accademia di Marsiglia : Le Naufrage, olio su tela.
- Marsiglia, Museo di belle arti :
  - Constantinople vue de l'entrée du Bosphore, olio su tela[2]
  - L'Empereur Napoléon III recevant la reine d'Angleterre, en rade de Cherbourg, à bord du vaisseau “La Bretagne”, le 5 août 1857, olio su tela[3]
  - Marine, olio su tela[4]
- Parigi, Museo del Louvre : Marine, effet de brouillard, olio su tela[5]
- Tarbes, Museo Massey : Entrée du vieux port de Marseille, olio su tela.[6]

## Galleria d'immagini

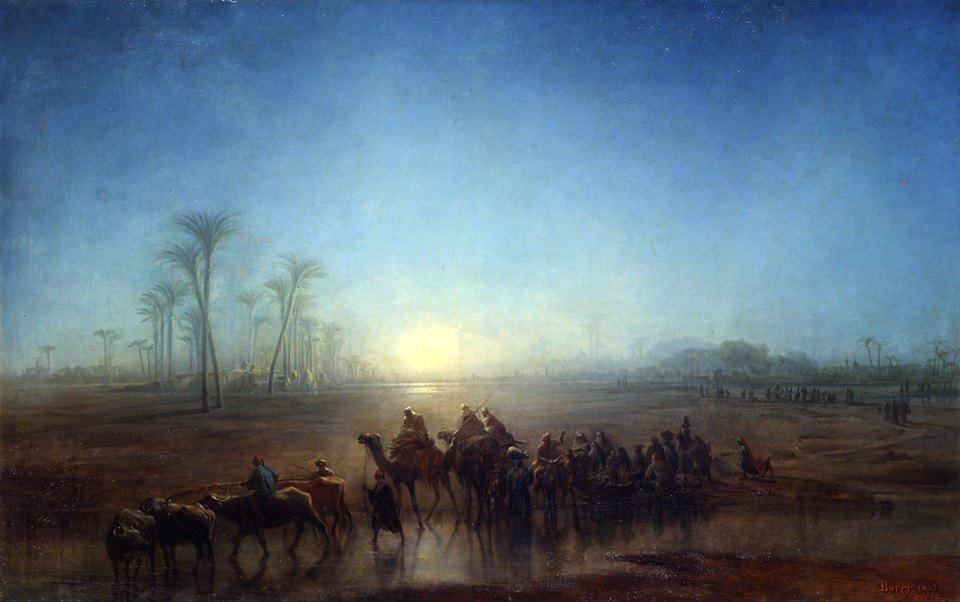
La Carovana. Egitto (1863) New York, Museo d'arte Dahesh
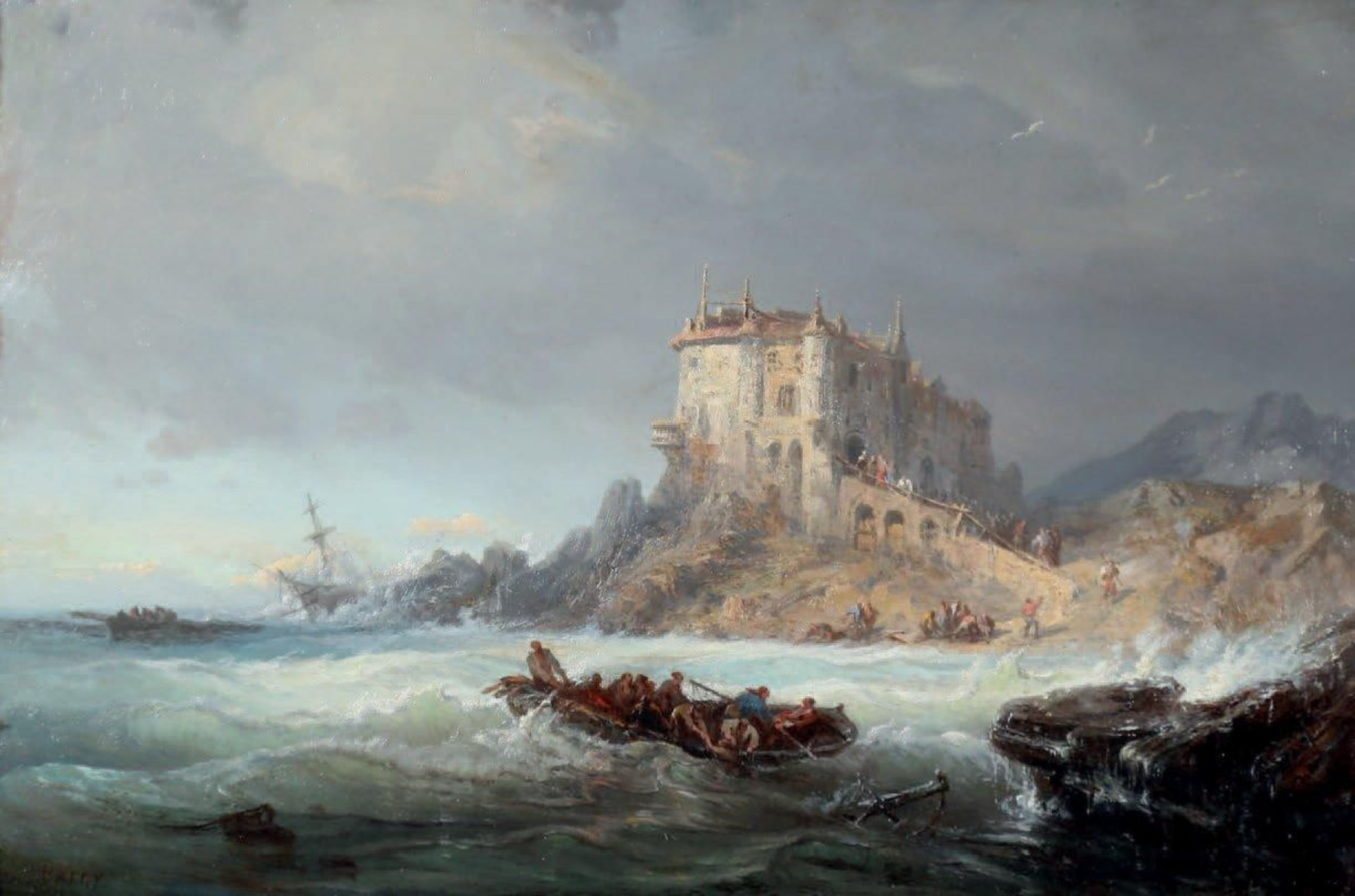
Naufragio
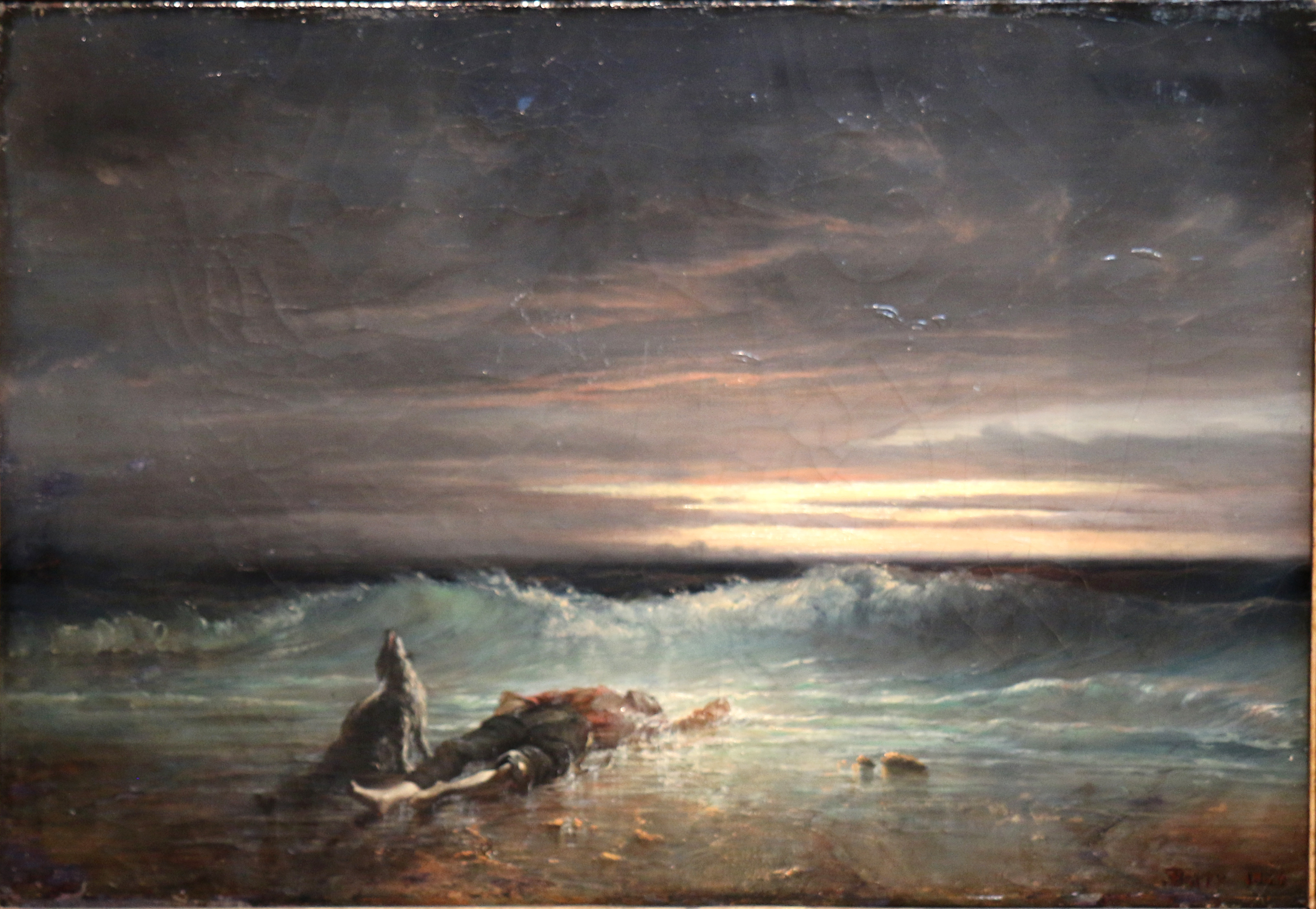
Il naufrago Accademia di Marsiglia